# 段子璋
段子璋（？—761年），唐朝梓州刺史，后举兵反唐。

## 生平
段子璋早年作战勇猛，安史之乱爆发后跟唐玄宗到蜀地，立下大功，被任命为梓州刺史。上元二年（761年），东川节度使李奂奏请撤换段子璋，四月二十八日，段子璋不服，举兵谋反，在绵州（今绵阳绵州）攻击李奂。段子璋路过遂州时，遂州刺史虢王李巨按属郡礼节前往迎接，却被段子璋杀死。
李奂逃往成都，段子璋自称梁王，改元黃龍，以绵州为龙安府，设置百官，之后又攻陷剑州。五月十一日，李奂联合西川节度使崔光远进攻绵州，五月十六，崔光远的部屬花敬定攻克绵州，斬杀段子璋。其残部逃至丹棱境内竹林寺铁桶山，花敬定一路追剿，因兵力疲惫，未能成功。後反被叛軍斬殺。